# Pseudautomeris coronis
Pseudautomeris coronis är en fjärilsart som beskrevs av William Schaus 1913. Pseudautomeris coronis ingår i släktet Pseudautomeris och familjen påfågelsspinnare. Inga underarter finns listade i Catalogue of Life.